# Catarse (site)
O Catarse é uma plataforma brasileira de financiamento coletivo para projetos criativos, que vão dos mais simples até os mais elaborados. O projeto foi ao ar no dia 17 de janeiro de 2011. Foi a primeira plataforma de crowdfunding do Brasil. Em 2014 o Catarse chegou a  movimentar mais de R$ 8,5 milhões para a realização de mais de 570 projetos.
O Catarse tem como objetivo mostrar que é possível realizar projetos por meio da colaboração financeira direta de pessoas que se identificam com eles. O manifesto de fundação conta que a ideia do Catarse surgiu por conta de uma dor: ver pessoas com seus projetos brilhantes engavetados. Com essa plataforma de financiamento criativo no país, os idealizadores encontraram menos burocracia e riscos para a realização de seus projetos.
Desde sua criação, milhares de artistas (cineastas, quadrinistas, jornalistas, pesquisadores, etc.) utilizaram o Catarse para tirarem seus projetos do papel. Em 2017, a plataforma criou o Catarse Assinaturas, uma modalidade de financiamento coletivo recorrente.

## História

### Financiamento coletivo/crowdfunding
O financiamento coletivo e o crowdfunding são os nomes usados para representar a arrecadação de doações que possibilitam a realização de projetos, ou seja, que possibilitam tirar as ideias do papel. Crowd significa multidão e funding significa financiamento, portanto, financiamento da multidão.
Antes limitado a projetos sociais e culturais, agora o crowdfunding está se disseminando entre donos de pequenas e médias empresas no Brasil. O Catarse está entre os maiores sites de financiamento coletivo no país.
Atualmente, as plataformas de financiamento coletivo são consideradas uma alternativa econômica para impulsionar a criação de novas empresas no Brasil. De acordo com economistas, a indústria da economia criativa tem grande potencial de crescimento e desenvolvimento pelo financiamento entre pessoas, ou seja, financiamento entre grupos.

### Origem
Em 2010, com a popularização do Crowdfunding no exterior, com o desejo de introduzi-lo no Brasil e a união de cinco jovens espalhados pelo país, nasceu o projeto Catarse, pioneiro das plataformas de financiamento coletivo do Brasil.
Do encontro entre Daniel Weinmann, Diego Reeberg e Luís Otávio Ribeiro, nasceu um blog sobre crowdfunding (um assunto pouco conhecido naquela época). Decorrente desse trabalho, o trio acabou conhecendo os irmãos Rodrigo e Thiago Maia, que se preparavam para criar uma outra plataforma, a Multidão. Depois de abordarem diversas questões, os cinco jovens decidiram unir esforços e recursos para criarem sua própria plataforma de financiamento coletivo, ou seja, a crença na união coletiva foi essencial para a fundação do Catarse.
Por caracterizar o pioneirismo das plataformas de financiamento coletivo no Brasil, o Catarse ajudou a consolidar a ideia de Crowdfunding no país. 
Desde a sua fundação, o Catarse vive intensamente a dinâmica da colaboração e um relacionamento humanizado com cada apoiador e realizador.

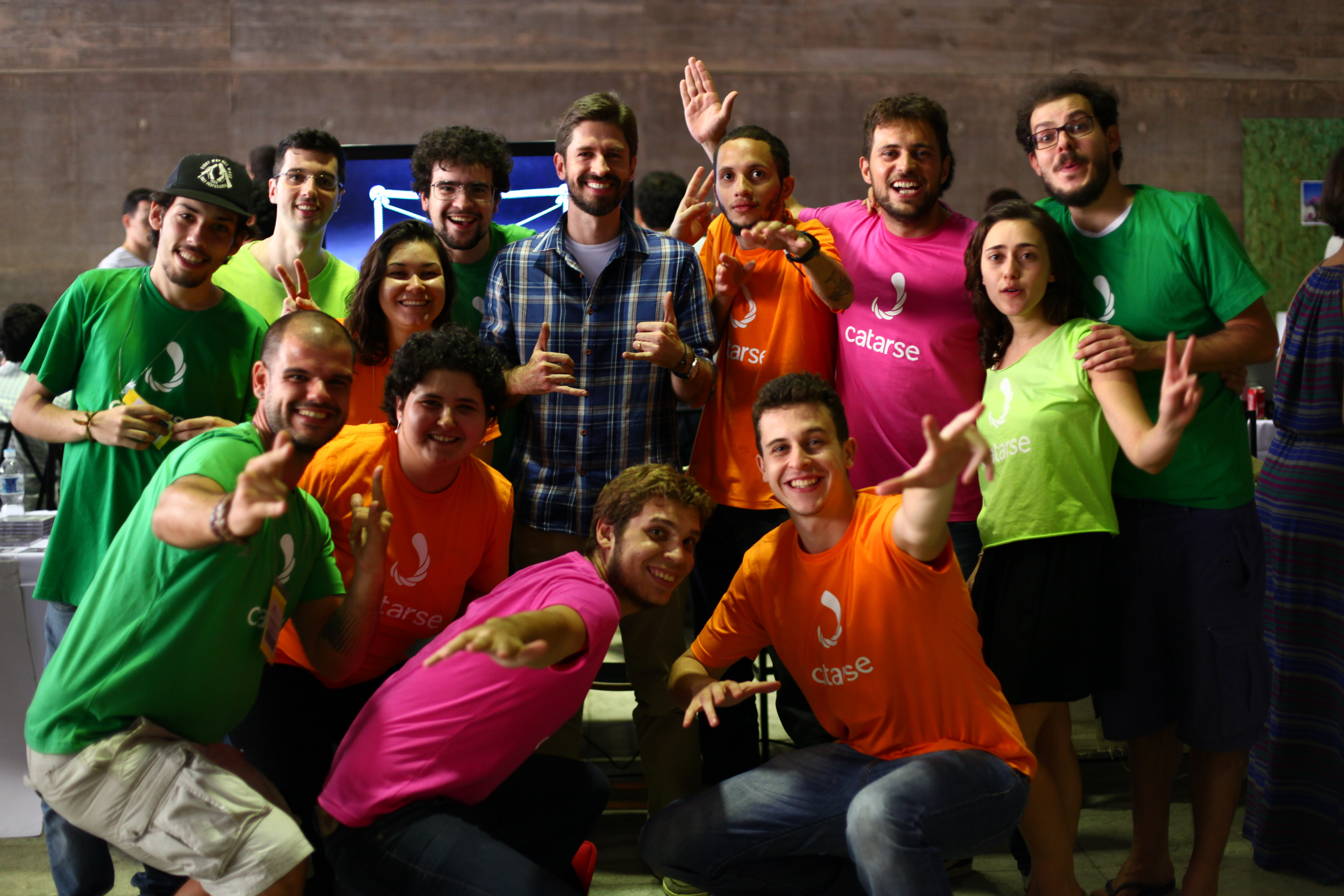
Equipe do Catarse no Festival CoCidade

Desde a criação, milhares de músicos, cineastas, quadrinistas, gamers, designers, jornalistas pesquisadores, cientistas, empreendedores, ativistas e artistas utilizaram o Catarse para realizar suas ideias com a colaboração financeira direta de pessoas que se identificam com elas.

### Reconhecimento
Em 2013 o Catarse ganhou, na 26ª edição, o prêmio HQ Mix de Maior contribuição para o quadrinho nacional.

## Como funciona
O Catarse funciona como uma plataforma de financiamento para ideias criativas, onde pessoas e empresas financiam seus projetos através da união de colaboradores. O funcionamento é relativamente simples: Por meio da plataforma online, o empreendedor apresenta sua ideia para o público  informando o valor necessário da arrecadação para a realização do projeto e dividem esse valor em fatias diferentes. Através desse sistema as pessoas acessam o site, conhecem o projeto e se interessam ou não em apoiarem e fazerem doações para a realização dos projetos. O Catarse funciona como um comércio, onde os realizadores do projeto oferecem recompensas de acordo com o valor doado pelo colaborador. Essa "vaquinha online" possibilita que o idealizador realize seu projeto, consiga os recursos necessários sem contrair dívidas, construa uma rede de parceiros e análise a aceitação de seu projeto, assim facilitando o desenvolvimento do seu trabalho. 
Se o projeto alcançar financeiramente seu objetivo no prazo estipulado, a plataforma Catarse repassa o valor financiado para os responsáveis pelo projeto, ficando com uma comissão, em geral de 7,5% do total arrecadado. Caso a meta de arrecadação não seja atingida, as pessoas que apoiaram o projeto recebem de volta o dinheiro doado.

## Campanha de arrecadação e recompensas
Os idealizadores do projeto tem até 60 dias para colocar em prática as estrategias de campanha e atingir a meta financeira, para a realização do projeto. Em troca dos apoios recebidos pelos colaboradores, os realizadores oferecem recompensas criativos.

### Projetos em destaque
O Catarse financiou cerca de 1.767 projetos e arrecadou 30 milhões em doações. Entre os projetos, alguns se destacaram pelo grande número de contribuintes e pela grande visibilidade.
Um dos projetos com mais visibilidade foi o documentário sobre a Usina Hidrelétrica de Belo Monte, no Pará. Por meio da plataforma do Catarse, o projeto conseguiu arrecadar R$ 121 mil em um período de 15 dias, ou seja, a meta foi atingida em antes do período estimado (60 dias).
Outro projeto de bastante visibilidade foi a história emocionante do Paulo. Há 46 anos na UTI, Paulo cria uma série de desenhos animados. Com um total de 1.612 colaboradores, o episódio piloto chegou a arrecadar R$120 mil em doações.
Outro projeto inovador e de grande destaque, financiado pelo Catarse, é o "Lego para engenheiros e arquitetos". O projeto bateu o recorde de arrecadação de dinheiro por financiamento coletivo no Brasil; os idealizadores chegaram a captar R$603,8 mil (12 vezes mais do que havia sido colocado como meta).
Além dessa quebra de recorde, o Catarse financiou mais dois projetos que foram os campeões de arrecadação por financiamento coletivo. Entre eles se destacam a banda carioca Forfun, que captou R$ 187 mil para a gravação de um DVD, e a banda Dead Fish, que arrecadou R$ 258,766 para a gravação de um novo álbum. Todos os projetos financiados pelo Catarse.
Esses são alguns dos muitos projetos que comprovam a eficácia do financiamento coletivo e indicam o Catarse como um instrumento gerador de mudanças sociais.

## Impacto social e econômico
Nos Estados Unidos, o financiamento coletivo é usado como uma ferramenta que incentiva a criação de projetos inovadores, por meio da colaboração de pessoas. Por outro lado, o Catarse enxerga essa ferramenta como uma possibilidade de apoiar iniciativas sociais e exercer a sua cidadania. Uma pesquisa feita pelo Catarse revelou o panorama do crowdfunding no Brasil e seus impactos sociais. (Por meio das respostas desses questionários originou-se o documento "Retrato do financiamento coletivo no Brasil".)

No Brasil, as pessoas se interessam cada vez pela ideia de projetos inovadores e querem ter uma atuação cívica, mais social. Portanto, os brasileiros estão tratando o financiamento coletivo como um exercício de cidadania. Além de se identificarem com a causa, também se interessam pela possibilidade de recompensas.